# Gelede boerderij in Spannenburg

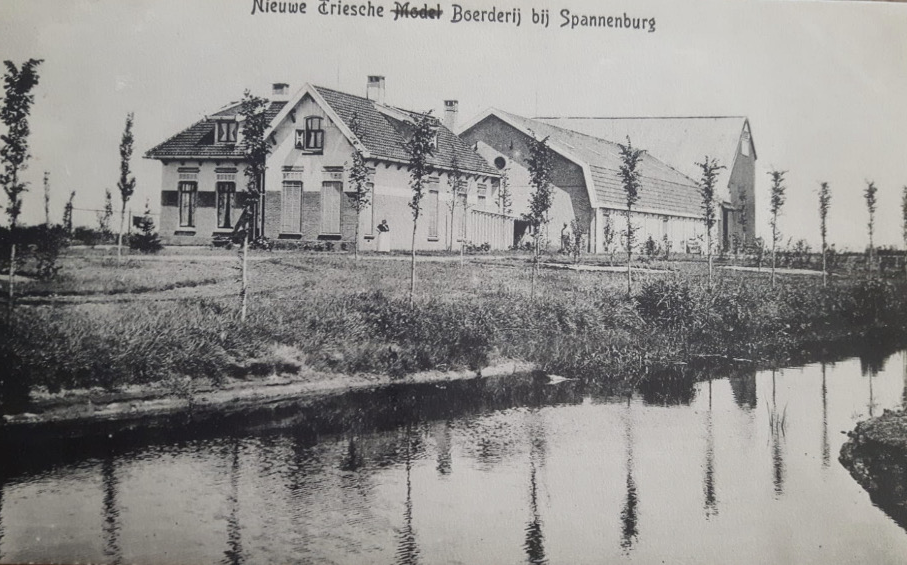
Gelede boerderij in Spannenburg

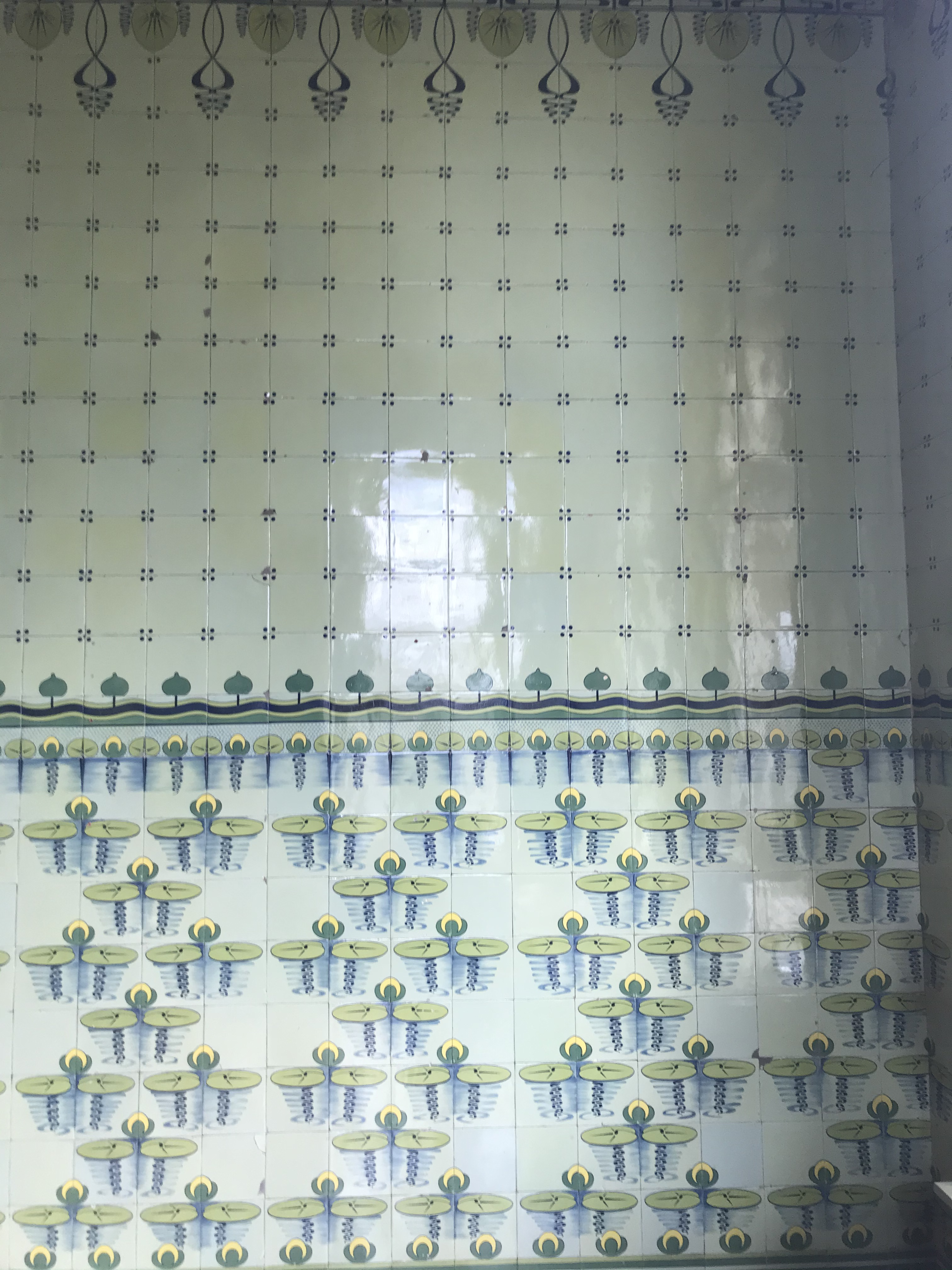
De groene tegels met bladen van de gele plomp (pompeblêden)

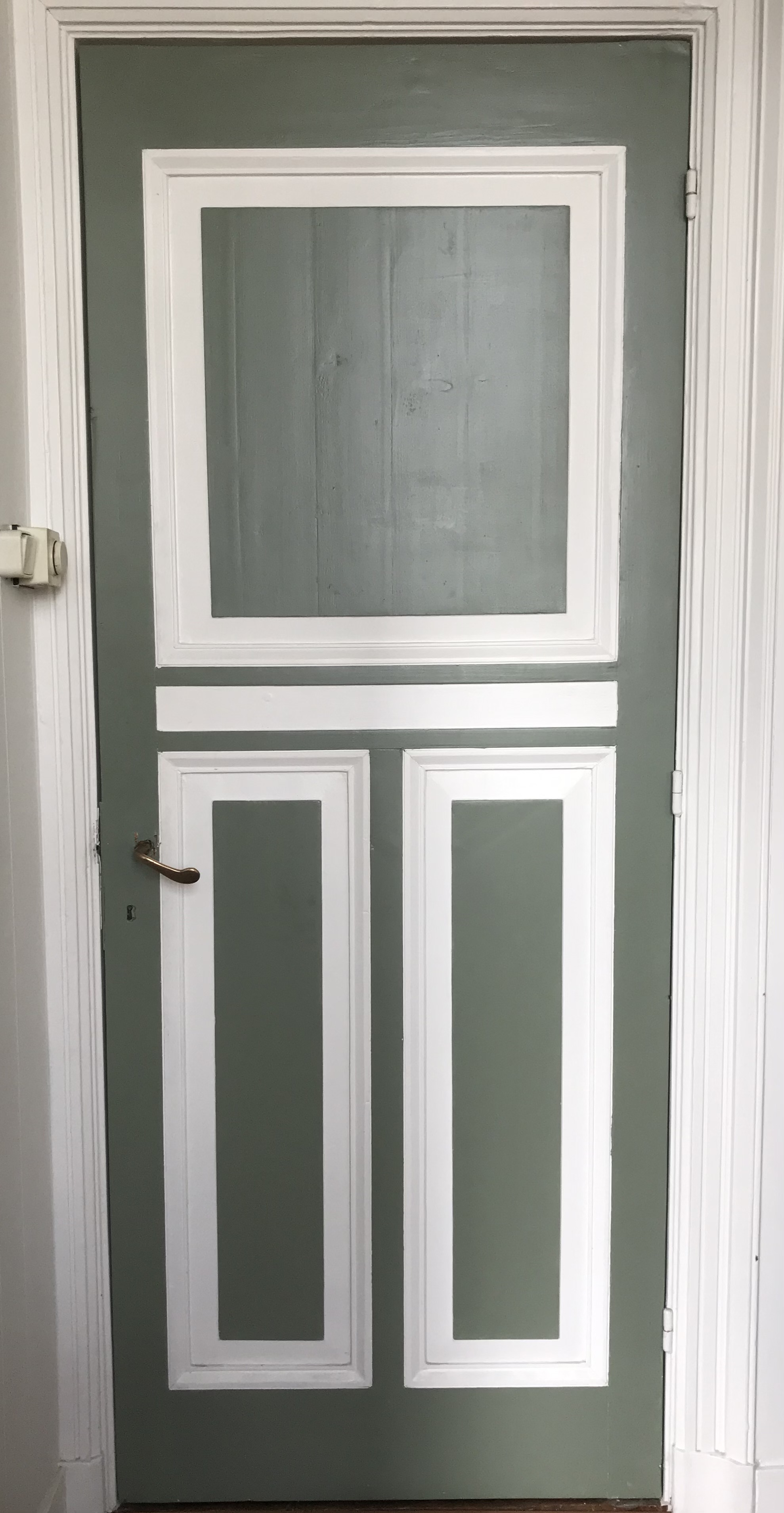
Paneeldeur in stijl verwant aan art nouveau

De gelede boerderij bij Spannenburg is een Friese modelboerderij aan Strjitwei 12 in Spannenburg, een buurtschap van Tjerkgaast. Ietwat verscholen in het landschap, op een kruispunt van vaar- en landwegen, ligt de boerderij van paardenman Gooitzen Wester. Het is de oudst bewaard gebleven boerderij van het gelede type, in 1906 gebouwd door architect Zijdse Siewert Feddema in opdracht van jhr. mr. Willem Carel Gerard van Eysinga (1866-1910), die onder andere voorzitter van de Friesche Maatschappij van Landbouw was. Het was voor die tijd een groot bedrijf met ca. 75 ha grond en plaats voor 60 koeien.
De eerste gelede boerderij in Friesland werd in 1905 gebouwd aan de Wildehornstersingel onder Haskerhorne, eveneens in opdracht van Van Eysinga. Helaas is van deze boerderij de stal en de hooischuur in 1965 afgebroken. De van Eysinga’s waren in de 19e eeuw door vererving van de familie Vegelin van Claerbergen in bezit gekomen van een enorme hoeveelheid landerijen, met name in Zuid-West Friesland. De bouw van deze destijds uiterst moderne bedrijven bewijzen hun belangstelling voor vernieuwingen in de Friese melkveehouderij en het daadwerkelijk zich daarvoor inzetten.
De boerderij is in gebruik als opfokbedrijf van Friese paarden. Bewoners/eigenaars waren Evert Schaap (1906), Willem Wester en Johanna van der Wal (ca. 1930), Gooitzen Wester en Brechtje Keulen (1956), Willem Wester en Tonnie Arink (1974) en Gooitzen Wester en Linda Wester Visser (2018).
Schuin tegenover de boerderij staat een dubbele arbeiderswoning gebouwd in 1930, eveneens van de hand van architect Feddema.

## Beschrijving

### Stallen
Wanneer we de plattegrond van de boerderij vergelijken met die uit 1905,  zien we grote overeenkomsten bij de stallen en de hooischuur. Weer twee stallen naast elkaar gebouwd met een grote krimp. De muren en de daken enigszins geknikt (mansarde) zijn identiek. In de muren zonder ramen zijn vijf smalle verticale stroken metselwerk aangebracht die werken als steunberen (lisenen) hier zijn De ankers voor de trekstangen aan bevestigd. Deze bouwwijze is veel bij de vroege gelede boerderijen toegepast. Het licht kwam binnen via aan elke kant van het dak acht ramen. De ene Hollandse stal biedt plaats aan 40 koeien (2 x 20), de andere stal is opgesplitst in twee delen: een rij van 20 koeien en aan de andere kant hokken voor varkens en jongvee. Hier ook weer voer- ook te gebruiken als watergoten en een rail met lorrie voor hooi en kuil. In de loop der jaren was er uiteraard wel het een en ander in de stallen veranderd. De boxen voor de varkens en het jongvee zijn ca. 1945 al door Pake Willem weggehaald. Hiervoor in de plaats werd er achter de hooischuur een hok gebouwd voor de eenjarige koeien (hokkelingen), de stier en de wagens. De vrijgekomen ruimte werd gebruikt om er langs de muur een rij stallen te bouwen, Friese stallen dus. In totaal konden er nu 80 koeien staan. Tot 1979 heeft Willem Wester de oude stallen nog gebruikt. Toen kwam de ligboxstal. Kort ervoor kocht hij de boerderij met toen nog 50ha land. De stallen stonden daarna nog lange tijd leeg tot ze een nieuw functie kregen. Bijna alles ging eruit. Paardenstallen kwamen ervoor in plaats.

### Zolder en zadeldaken
Het beschoten dak en de zolder halverwege het dak, we hebben dit bij de Wildehornstersingel ook gezien, was niet functioneel. Het ventileerde niet goed waardoor het door de koeiendampen doordrenkt werd met vocht. Dit probleem is hier opgelost door een nieuwe zolder- en dakconstructie te maken. In plaats van twee daken werden er nu vier daken gemaakt. Vocht, warmte en koude was nu beter in de hand te houden.
De knecht sliep op zolder. De grote en hoge zolderverdieping op het woonhuis kon oorspronkelijk op twee manieren bereikt worden. Via een trap in de gang voor het boerengezin en vanuit de stal via een deur en een trap in de spoelkeuken voor de knecht. Hij kon vanuit zijn kamertje via een raampje in de stal kijken: wel zo handig als een koe ’s nachts moest kalven.

### Hooischuur
De hooischuur bestond uit een deel (skuorreed) en vier hooivakken. Tegen de muur van de stallen kon links en rechts een paard staan. De wanden zijn net als op de Wildehornstersingel van gegolfde zinkenplaten. Hier waren ze zwart geteerd.

### Woonhuis
Het woonhuis, van de stallen gescheiden door een laag gedeelte, is totaal afwijkend van dat van de Wildehornstersingel en ook van de door architect Willem Cornelis de Groot ontworpen woonhuizen voor gelede boerderijen. Het is gebouwd in een stijl verwant aan de Art Nouveaux. Het interieur is nog grotendeels intact zoals paneeldeuren en. Schoorsteenmantels. Een kamer, oorspronkelijk in gebruik als keuken, is nog helemaal betegeld met tegels van de Koninklijke fabriek van muurtegels van J. Van Hulst uit Harlingen. De hoofdkleur is groen met allerlei ornamenten onder anderen bladen van de gele plomp (pompeblêden). Wester heeft daar zijn bedrijf naar genoemd.